# ربکا براس
ربکا ماری براس (به انگلیسی: Rebecca Marie Bross) ژیمناست زادهٔ ۱۱ ژوئیهٔ ۱۹۹۳ میلادی اهل کشور ایالات متحده آمریکا است.